# Francisco Herrera
Francisco de Herrera o Velho (1576—1656 (80 anos)) foi um importante pintor espanhol nascido em Sevilha e fundador da Escola de Sevilha. As pinturas mais importantes de Herrera incluem "O Juízo Final" e "Sagrada Família", ambas exibidas em igrejas sevilhanas, e outras que atualmente estão no Louvre, em Paris. Todas demonstram técnica impecável e uma poderosa execução. Ele é conhecido como "El Viejo" ("o Velho"), para distingui-lo de seu filho, Francisco Herrera, o Jovem, também um importante pintor. Entre seus pupilos estão Inácio de Iriarte e o jovem Diego Velázquez.

## Obras
Abaixo uma lista não exaustiva de suas obras:
- "San Diego" ("Santiago") (1637), Madrid, coleção privada
- "Bebedor" (1626), Worcester Art Museum
- "Job" (1636), 215 x 151 cm., Museu de Belas Artes, Ruão
- "La Parentela de Jesús", Museu de Belas Artes, Bilbau
- "San Basilio dictando su doctrina" (1639), 243 x 194 cm, Louvre
- "Milagro del Pan y de los Peces" (1647), Palácio Episcopal, Madrid
- "Ciego tocando la zampoña" (1650), Museu Kunsthistorische, Viena